# Simamora (Tarutung)
Simamora is een bestuurslaag in het regentschap Tapanuli Utara van de provincie Noord-Sumatra, Indonesië. Simamora telt 2344 inwoners (volkstelling 2010).